# Cornellà de Llobregat
Cornellà de Llobregat (em catalão e oficialmente) ou Cornellá de Llobregat (em castelhano) é um município da Espanha na comarca de Baix Llobregat, província de Barcelona, comunidade autónoma da Catalunha. Tem 6,96 km² de área e em 2021 tinha 89 300 habitantes (densidade: 12 830,5 hab./km²).

## Meio ambiente
A cidade tem planos para arborizar a área urbana que é densamente povoada, em um trabalho conjunto entre governo e cidadãos cujo objetivo é alcançar 15 m² de área verde por residente até 2025.